# کریستیان ولف
کریستیان فرر فن یا ولف (به انگلیسی: Christian Wolff) (زادهٔ ۲۴ ژانویه ۱۶۷۹ – درگذشت ۹ آوریل ۱۷۵۴) فیلسوف آلمانی که به لاتین می‌نوشت. او همچنین مطالعاتی در ریاضیات و فیزیک و نظراتی دربارهٔ اقتصاد داشت.

## زندگی
ولف در برسلاو ، سیلسیا (وروتساو فعلی ، لهستان) در یک خانواده متوسط متولد شد. وی ریاضیات و فیزیک را در دانشگاه ینا تحصیل کرد و به زودی فلسفه به آن افزود. در 1703 ، وی به عنوان Privatdozent در دانشگاه لایپزیگ واجد شرایط شد ،  و در آنجا سخنرانی می کرد تا سال 1706 ، زمانی که وی به عنوان استاد ریاضیات و فلسفه طبیعی در دانشگاه هاله فراخوانده شد. در این زمان وی با گوتفرید لایب نیتس (دو مردی که در نامه نگاری نامه ای مشغول بودند) آشنا شده بود ، سیستم فلسفه وی نسخه ای اصلاح شده از فلسفه وی است. در هاله ، ولف در ابتدا خود را به ریاضیات محدود کرد ، اما با عزیمت یکی از همکارانش ، وی فیزیک را اضافه کرد و به زودی همه رشته های اصلی فلسفی را در بر گرفت.با این حال ، ادعاهایی که ولف به نمایندگی از دلیل فلسفی مطرح کرد ، برای همکاران الهیات خود غیر شرورانه به نظر می رسید. هاله مقر اصلی پیتیسم بود ، که پس از مدتها مبارزه با دگماتیسم لوتر ، ویژگی های یک ارتدوکسی جدید را به خود گرفته بود. ایده اصلی ولف این بود که حقایق کلامی را بر اساس شواهد ریاضی مشخص پایه ریزی کند. درگیری با پیتیست ها در سال 1721 آشکارا آغاز شد ، زمانی که ولف ، به مناسبت کناره گیری از سمت ریاست ، سخنرانی "در مورد فلسفه عملی چینی ها" را ارائه داد (انگلیسی. tr. 1750) ، که در آن خلوص را ستود. از احکام اخلاقی کنفوسیوس ، اشاره به آنها به عنوان شاهدی بر قدرت عقل بشری برای رسیدن به حقیقت اخلاقی با تلاش خود. طبق گفته ولتر ، پروفسور آگوست هرمان فرانكه در كلاسهای خالی مشغول تدریس بود اما ولف با سخنرانیهای خود حدود 1000 دانشجو را از سراسر كشور جذب كرد. در ادامه ، ولف توسط فرانكه به كشف و اتهام متهم شد.